# Lidová církev
Lidová církev je označení zpravidla užívané pro tradiční, početně velké církve, jejichž členskou základnu tvoří velké části populace dané země, což má za následek vysoký podíl nepraktikujících (tzv. matrikových) členů. Pojem „lidová církev“ (něm. Volkskirche) zavedl Friedrich Schleiermacher.
Protikladem lidových církví jsou církve, které kladou důraz na osobní rozhodnutí každého člena praktikovat víru v souladu s učením dané církve; pro tyto církve se užívá označení „vyznavačská církev“, „výběrová církev“, „svobodná církev“ (něm. Freikirche) či „církev rozhodování“ (něm. Entscheidungskirche). Rozdíl mezi oběma typy je dán jak faktory teologickými, tak sociologickými; spočívá především v pojetí členství a církevní disciplíny. U lidových církví je členství spojeno se křtem, jež většina členů absolvuje v novorozeneckém věku; nepraktikování víry pak není překážkou pokračování v členství ani důvodem k církevnímu káznění.
S ohledem na společenské procesy probíhající v postmoderních společnostech se předpokládá ústup a zánik, resp. transformace lidových církví.
Příkladem lidové církve v České republice je Římskokatolická církev, Českobratrská církev evangelická či Církev československá husitská.
Pojmu „lidová církev“ v odlišném významu se používá k označení státní církve v Dánsku (Folkekirken) a na Faerských ostrovech (Fólkakirkjan).